# Psathotópi
Psathotópi är en ort i Grekland.   Den ligger i prefekturen Nomós Ártas och regionen Epirus, i den centrala delen av landet, 270 km nordväst om huvudstaden Aten. Psathotópi ligger 6 meter över havet och antalet invånare är 378.
Terrängen runt Psathotópi är huvudsakligen platt, men åt nordost är den kuperad. Runt Psathotópi är det ganska tätbefolkat, med 67 invånare per kvadratkilometer. Närmaste större samhälle är Arta, 8,8 km norr om Psathotópi. Omgivningarna runt Psathotópi är en mosaik av jordbruksmark och naturlig växtlighet.